# Šiauliai
Šiauliai (Duits: Schaulen; Pools: Szawle) is de op drie na grootste stad van Litouwen en ligt in het noorden van het land. Informeel wordt het de Hoofdstad van Noord-Litouwen genoemd. De stad heeft 102.981 inwoners. Het is de hoofdstad van het district Šiauliai. Šiauliai is in vriendschap verbonden met het Noord-Brabantse Etten-Leur.

## Geschiedenis

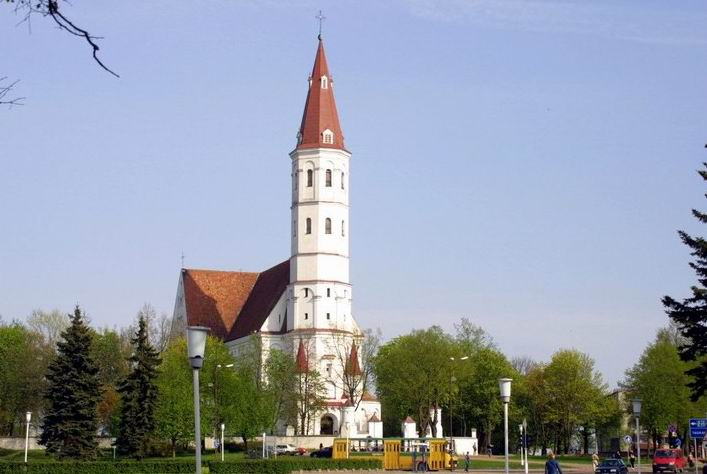
De Petrus en Pauluskathedraal staat op de plaats waar in 1445 een houten kerk gebouwd werd

De stad werd voor het eerst genoemd als Soule in werken van de Orde van de Zwaardbroeders die de Slag bij Saule van 22 september 1236 beschreven. 
In 1445 werd een houten kerk gebouwd, welke in 1634 vervangen werd door een stenen kerk, die nog steeds te zien is in het centrum van de stad.
Op de kruising tussen de Vilniausstraat en de Vasario 16-osiosstraat staat een poort, waar men onder door kan lopen. Legendes vertellen dat als men terwijl men de ark passeert aan een wens denkt, deze uit zal komen. Maar als men deze vergeet als men terugloopt, zal de wens niet uitkomen.
Zubov's Paleis, aan de Ausros-laan 50, werd gebouwd in de 17e eeuw. Het exterieur is onveranderd sinds 1875. Momenteel bevindt zich in het paleis de Kunstacademie van de universiteit van Šiauliai.

## Sport
- FC Gintra is een Litouwse vrouwenvoetbalclub.
- FA Šiauliai is een Litouwse voetbalacademie.

## Geboren
- Rasa Drazdauskaitė (1981), atlete
- Gediminas Bagdonas (1985), wielrenner
- Eglė Balčiūnaitė (1988), atlete

## Pelgrimsoord

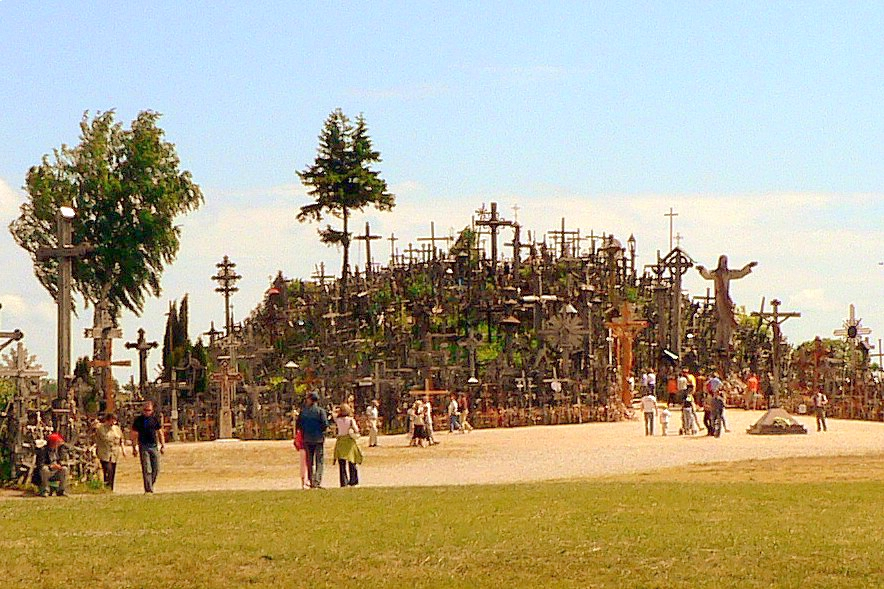
De Heuvel der Kruisen